# رينو كويد
رينو كويد (بالفرنسية: Renault Kwid) هي سيارة سياحية صغيرة تنتجها رينو. عرضت أول مرة في الهند سنة 2015 على أنها أرخص سيارة في العالم وبيع منها في عام واحد أكثر من مئة ألف سيارة بسعر 4000 دولار للعادية والمجهزة ب 5342 دولار ولاقت رواجا كبيرا في الهند وهذا وسيتم إنتاجها في مصنع خودرو في إيران ومصنع وهران في الجزائر مطلع العام 2016 وهي شكل مصغر لسيارة داسيا دستر.
رينو كويد هي سيارة كروس أوفر للمبتدئين أنتجتها شركة تصنيع السيارات الفرنسية رينو، وهي مخصصة في البداية للسوق الهندي.

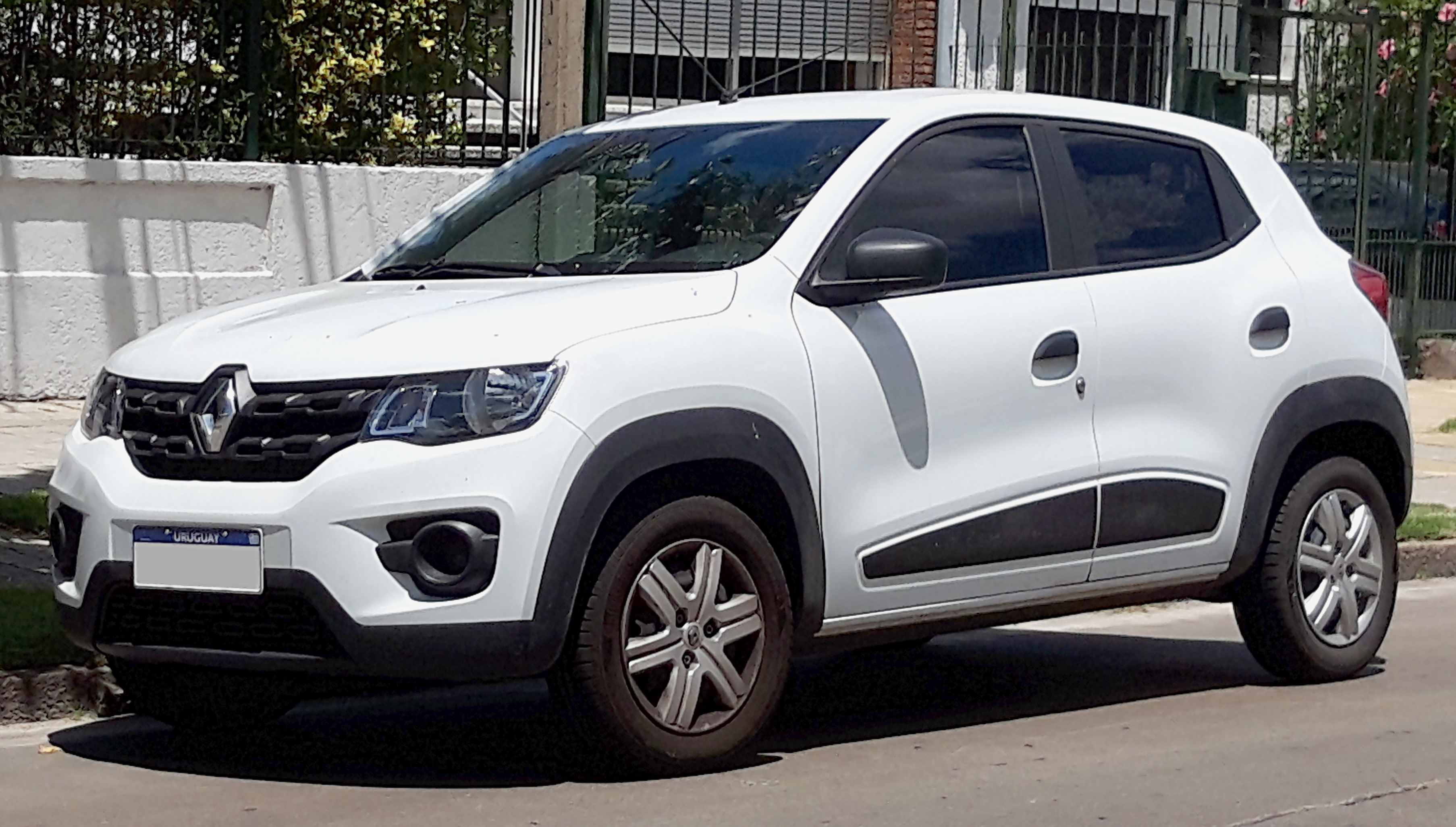

| رينو كويد (أوروغواي) | رينو كويد (أوروغواي)                                                                  |
| ملخص                 | ملخص                                                                                  |
| -------------------- | ------------------------------------------------------------------------------------- |
| الصانع               | رينو                                                                                  |
| إنتاج                | 2015 إلى الوقت الحاضر                                                                 |
| المجسم               | - الهند: تشيناي (رينو نيسان الهند ) - البرازيل: ساو جوزيه دوس بينايس (رينو البرازيل ) |
| الجسم والشاسيه       |                                                                                       |
| فصل                  | دخول المستوى كروس سيارة مدينة (A )                                                    |
| نمط الجسم            | 5 أبواب هاتشباك                                                                       |
| منصة                 | منصة رينو CMF-A                                                                       |
| متعلق ب              | - داتسون ريدي جو - رينو تريبر                                                         |
| مجموعة نقل الحركة    |                                                                                       |
| محرك                 | 0.8 لتر رينو-نيسان I3 (بنزين)1.0 لتر B4D (SCe) I3 (بنزين)                             |
| مخرج قوي             | 33 كيلوواط (44 حصان)                                                                  |
| توصيل                | يدوي5 سرعات يدوي 5 سرعات إيزي آريدوي                                                  |
| أبعاد                |                                                                                       |
| قاعدة العجلات        | 2,422 ملم (95.4 بوصة)                                                                 |
| طول                  | 3679-3740 ملم (144.8–147.2 بوصة)                                                      |
| عرض                  | 1,579 مم (62.2 بوصة)                                                                  |
| ارتفاع               | 1,478 مم (58.2 بوصة)                                                                  |
| كبح الوزن            | 775 كجم (1,709 رطلاً)                                                                  |

## التطوير
تم تطوير كويد تحت رمز الهيكل بي بي أي، وهي أول سيارة تعتمد على منصة CMF-A الجديدة التي تم تطويرها بالاشتراك بين رينو ونيسان. إنها أطول قليلاً ولكنها أضيق من أصغر سيارات رينو التقليدية، توينجو مع وضعية جلوس عالية وارتفاع 180 مم (7.1 بوصات). تم الكشف عن نسخة الإنتاج في مايو 2015. تم وضع نسخة برازيلية منقحة في الإنتاج في عام 2017.
وتم تطوير كويد من قبل فريق المهندسين الفرنسيين الذي استقر في الهند بواسطة جيرارد ديتوربيت، كبير المهندسين، عالم رياضيات سابق وُصف بأنه «ابتكار في الدقيقة» الذي قاد فريق التطوير للجيل الأول من داسيا لوجان.

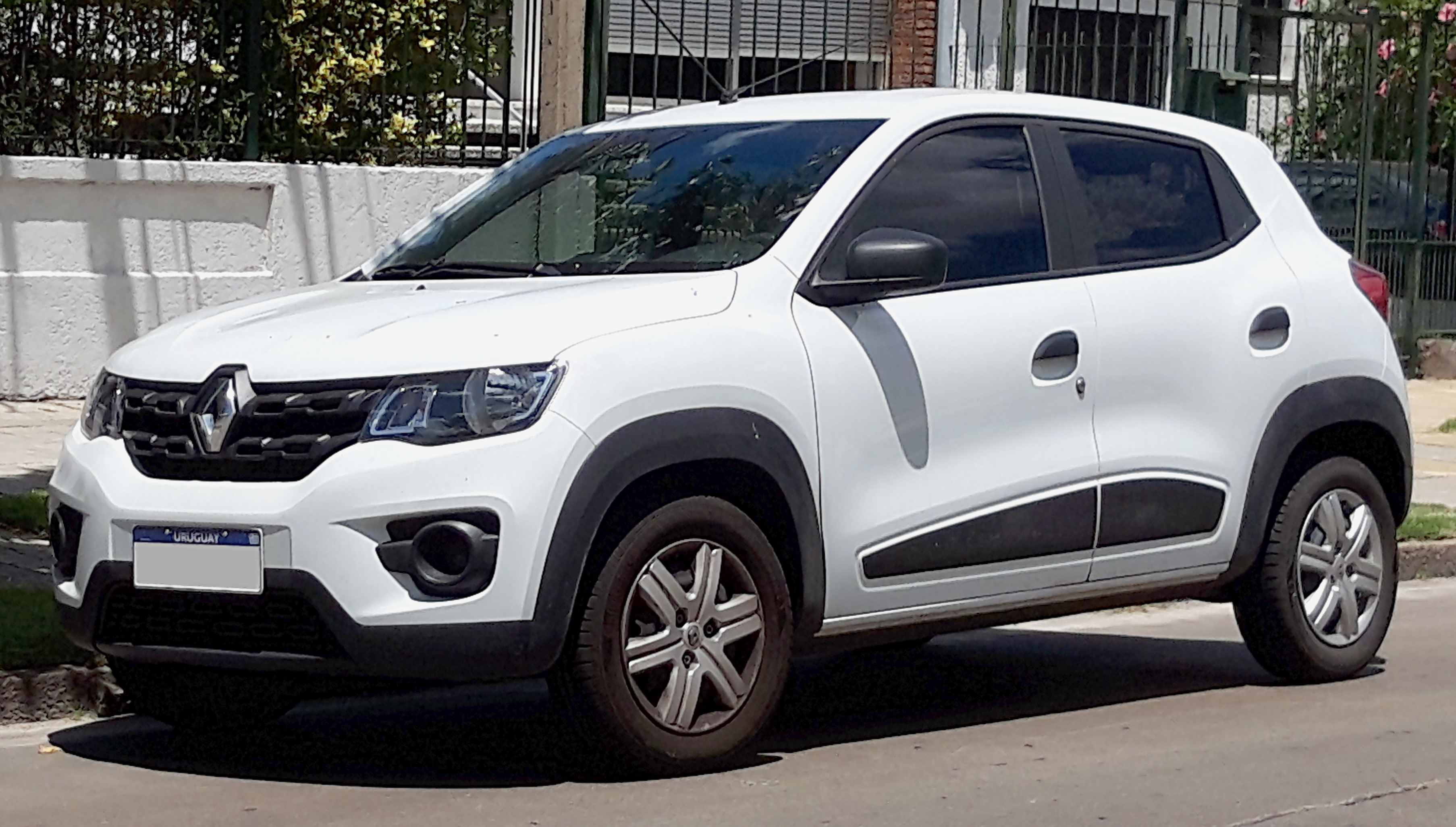
رينو كويد رؤية أمامية 2017

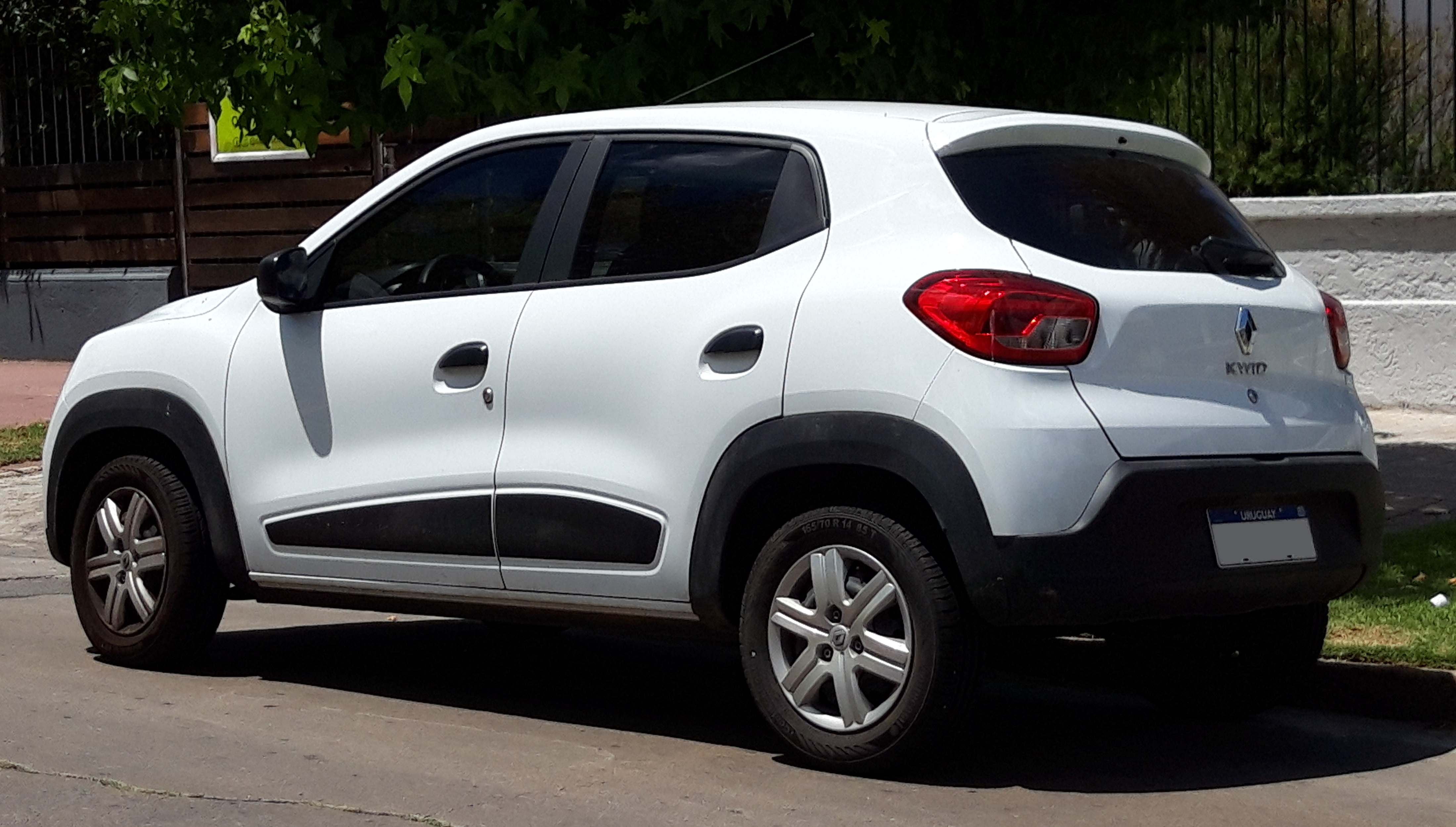
رينو كويد رؤية خلفية 2017

## الأسواق

### الهند
تم كشف النقاب عن كويد في تشيناي في 20 مايو 2015 من قبل الرئيس التنفيذي لشركة رينو كارلوس غصن. وقال غصن إن السيارة ستغير قواعد اللعبة لرينو في الهند. تحتوي السيارة على 98٪ من الأجزاء الموضعية والهندسة المكثفة من قبل موظفي رينو المحليين.
تهدف كويد إلى التنافس مع السيارات الصغيرة الأخرى داخل السوق الهندية، مثل سوزوكي ألتو، وتضم معدات غير مألوفة لقطاعها كشاشة لمس متعددة الوسائط.
في سبتمبر 2015، تم إطلاق كويد في الهند بسعر يبدأ من 2.57 روبية، أي ما يعادل 3884 دولاراً. بدأت المبيعات في سبتمبر وحصلت على «بداية سريعة» من 25000 حجز في أسبوعين و50000 حجز في 5 أسابيع، ثم 70.000 في شهرين، والحصول على 10٪ من حصص السوق الفعالة في فئتها.
عند الإطلاق، كان المحرك الوحيد المتاح هو وحدة واحدة من ثلاث أسطوانات، 799 سم مكعب بقوة 54 حصان (40 كيلوواط) وعزم دوران 72 نيوتن متر (53 رطل قدم)، إلى جانب ناقل حركة يدوي 5 سرعات.
وفقاً لصحيفة فايننشال إكسبرس الهندية، فإن مساحة صندوق كويد التي تبلغ سعتها 300 لتر هي «الأكثر ضخامة في فئتها» وكفاءتها في استهلاك الوقود «رائدة في فئتها»، عند 25.17 كم / لتر (59.2 ميلا في الغالون ‑ الولايات المتحدة).
في أغسطس 2016، تلقى كويد محركاً أكثر قوة سعة 1.0 لتر. يتم تشغيل كويد 1.0 بواسطة محرك 999 سم مكعب يولد 67 حصاناً (49 كيلو واط) من القوة و91 نيوتن متر (67 رطل قدم) من ذروة عزم الدوران.
تلقت رينو كويد تحديثاً طفيفاً في يوليو 2018. وقد حصلت على ميزات جديدة مثل أحزمة الأمان الأمامية، ومقبسي يو أس بي إضافيين، ومسند ذراع خلفي، وشبكة جديدة، وخطتي ألوان جديدتين. أصبح ناقل الحركة اليدوي داسيا إيزي-آر ذو الخمس سرعات متاحاً في طرازات كويد بالسوق الهندي.

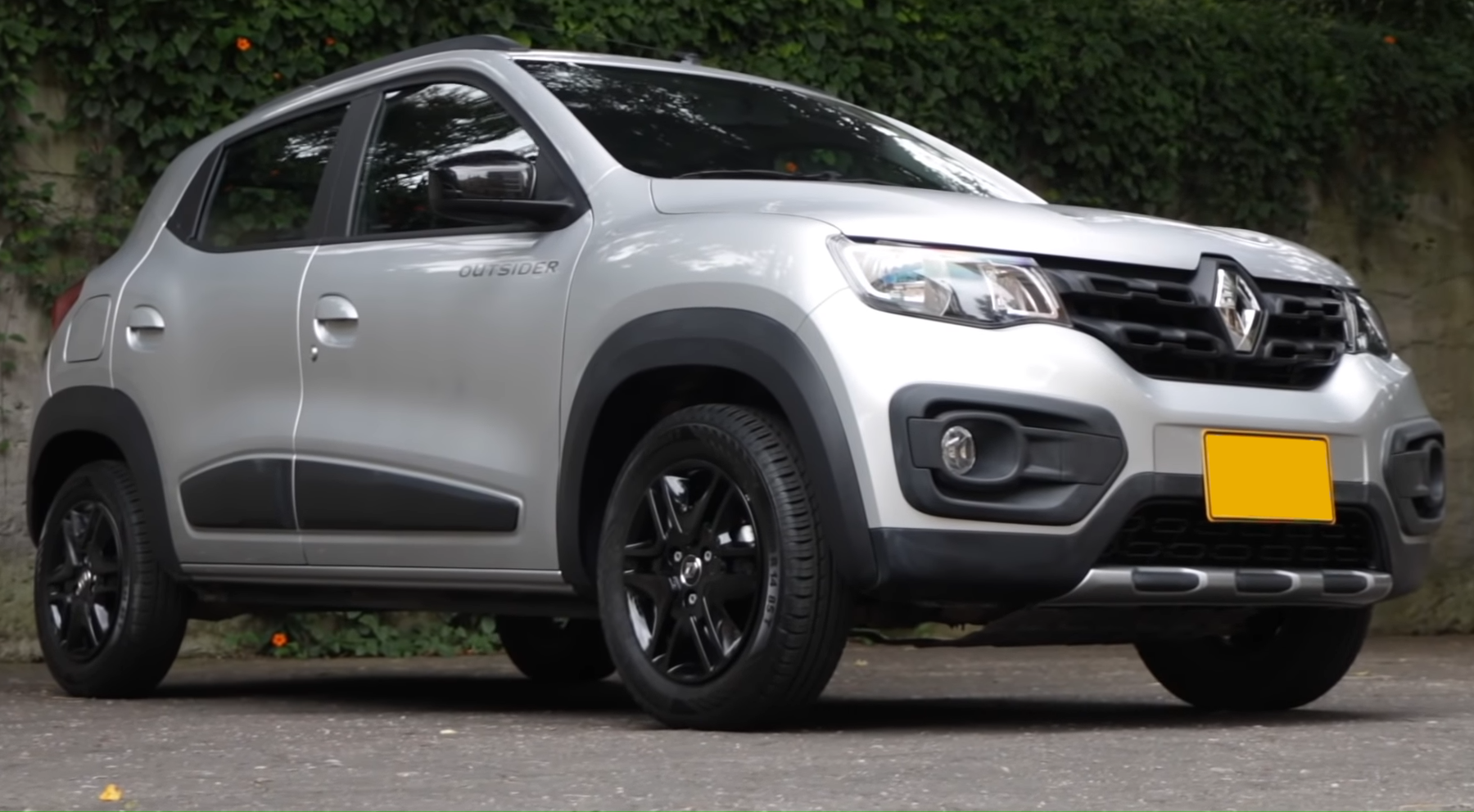
رينو كويد رؤية أمامية البرازيل

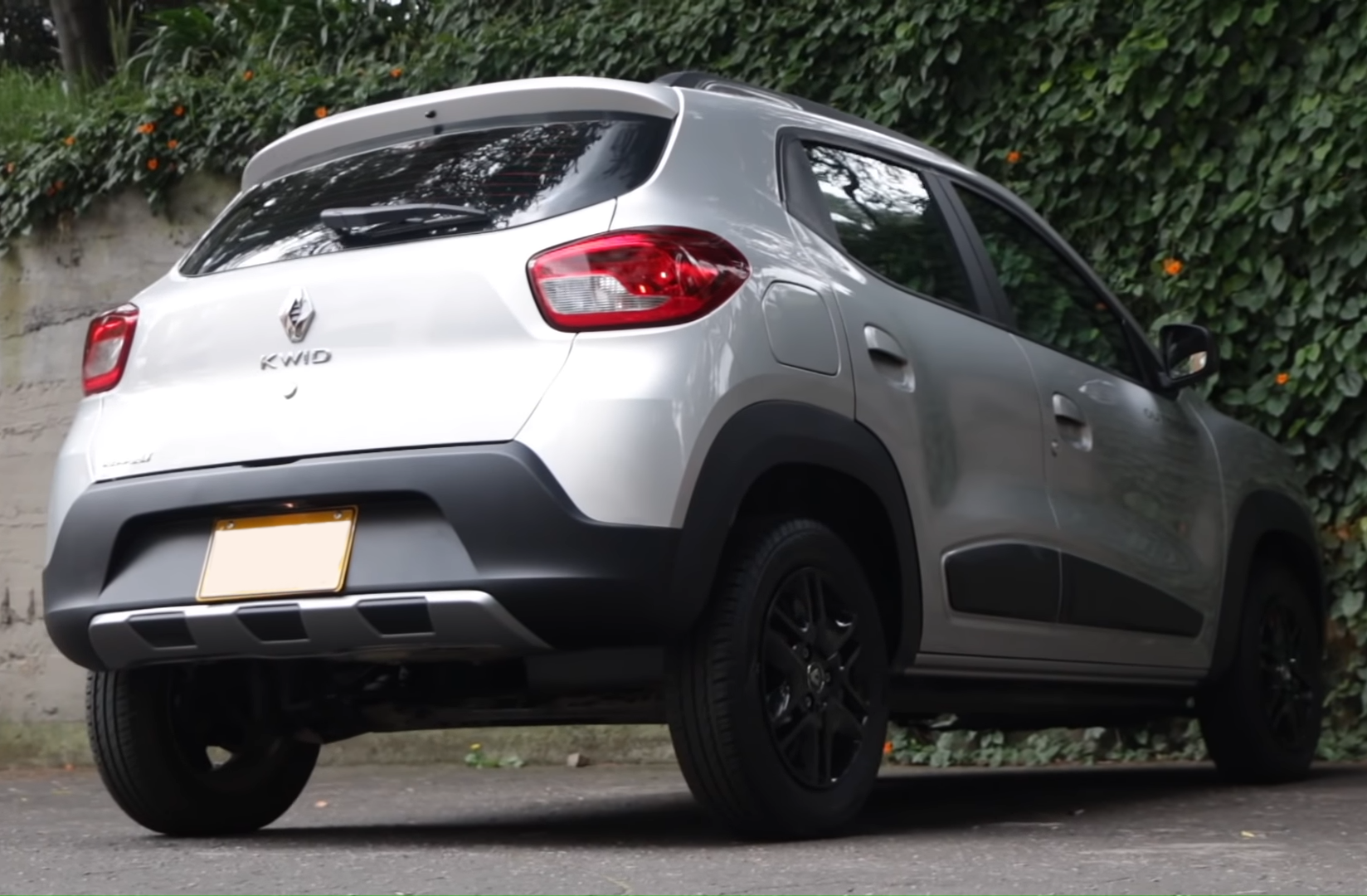
رينو كويد رؤية خلفية البرازيل

### النسخة البرازيلية
في عام 2017، بدأت نسخة معدلة بشكل كبير من كويد الإنتاج في مصنع رينو البرازيلي التابع لشركة رينو في البرازيل. للامتثال للوائح البرازيلية الأكثر صرامة، تحتوي النسخة المحلية على تعزيزات هيكلية مختلفة وأربع وسائد هوائية كمعيار مما جعل وزنها يرتفع 88 كجم مقارنة بالإصدار الهندي. يقدم هذا الإصدار محرك بنزين بسعة 1.0 لتر وثلاثة محركات. تم تقديمه أيضاً إلى السوق المكسيكية في مايو 2019، في مستويات القطع أوتسايدر وإنتنس وآيكونيك.

### المكسيك
بالنسبة للمكسيك، تمت إضافة مستوى تقليم بيتونو في 10 نوفمبر 2020، مع وجود اختلاف رئيسي في السقف الأسود ويمكن طلبه بألوان عاجي، أحمر ناري، برتقالي مغرة. إنه مطابق لمستوى القطع الخارجية ويتم وضعه فوق الزخرفة المذكورة.

### الأمان
في الاختبارات التي أجريت في عام 2016، حصلت كويد على تصنيف 0 (صفر) نجوم من الوكالة البريطانية غلوبال إن كاب، وهو تصنيف حصل عليه أيضاً العديد من المنافسين المبتدئين في السوق الهندية، بما في ذلك الإصدارات المحلية من سوزوكي ألتو وهونداي إيون وتاتا نانو، وسوزوكي سيليريو، وفورد فيجو. تم انتقاد كويد أيضاً لكونه أحد الطرازات الهندية التي لا تحتوي على وسائد هوائية بشكل قياسي. قدمت رينو وشركات تصنيع سيارات أخرى اعتراضات على برنامج غلوبال إن كاب بسبب منهجيتها وتجاهل معايير السلامة الخاصة بالهند.

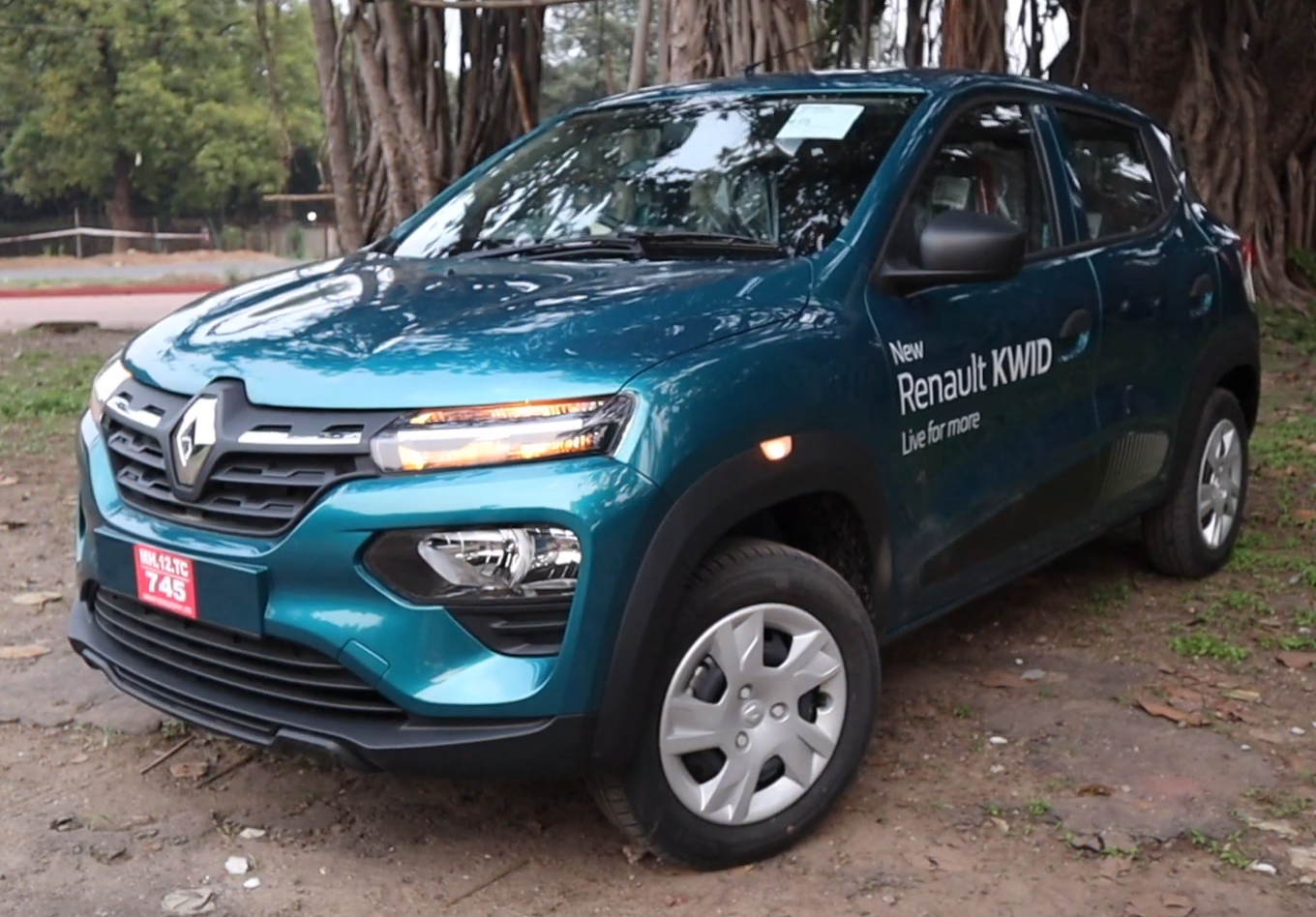
رينو كويد (2019) رؤية أمامية. بعد شد الواجهة

## شد الواجهة (2019)
ظهرت كويد في شكلها المعدني لأول مرة في الهند في أكتوبر 2019، مع الاختلافات الخارجية في الشبكة الأمامية والعجلات. تميزت عملية تجميل كويد أيضاً بنظام معلومات ترفيهي أكبر مقاس 8.0 بوصات مزود بأبل كاربلاي وأندرويد أوتو ووسادة هوائية أمامية اختيارية للركاب.

## الخصائص والاستقبال
وفقاً لصحيفة فايننشال إكسبرس الهندية، تعد مساحة صندوق كويد التي تبلغ سعتها 300 لتر «الأكثر ضخامة في فئتها» وكفاءتها في استهلاك الوقود «رائدة في فئتها»، عند 25.17 كم / لتر (71.1 ميلا في الغالون). يأتي كويد مع ما يصل إلى 60 ملحقاً لإضفاء الطابع الشخصي المفصل. سيأتي بضمان لمدة عامين / 50,000 كم، بسعر يتراوح من 2.56 روبية لكح لسيارة كويد س.ت.د، إلى 3.53 روبيه كويد ر.إكس.ت
في الاختبارات التي أجريت في عام 2016، حصلت كويد على تصنيف 0 نجوم من الوكالة البريطانية غلوبال إن كاب، وهو تصنيف حصل عليه أيضاً العديد من المنافسين المبتدئين في السوق الهندية، بما في ذلك الإصدارات المحلية من سوزوكي ألتو وهونداي إيون وتاتا نانو وسوزوكي سيليريو وفورد فيجو. تم انتقاد كويد أيضاً لكونه أحد الطرازات الهندية التي لا تحتوي على وسائد هوائية بشكل قياسي. قدمت رينو وشركات تصنيع السيارات الأخرى اعتراضات على غلوبال إن كاب لمنهجيتها ولتجاهل معايير السلامة الخاصة بالهند.

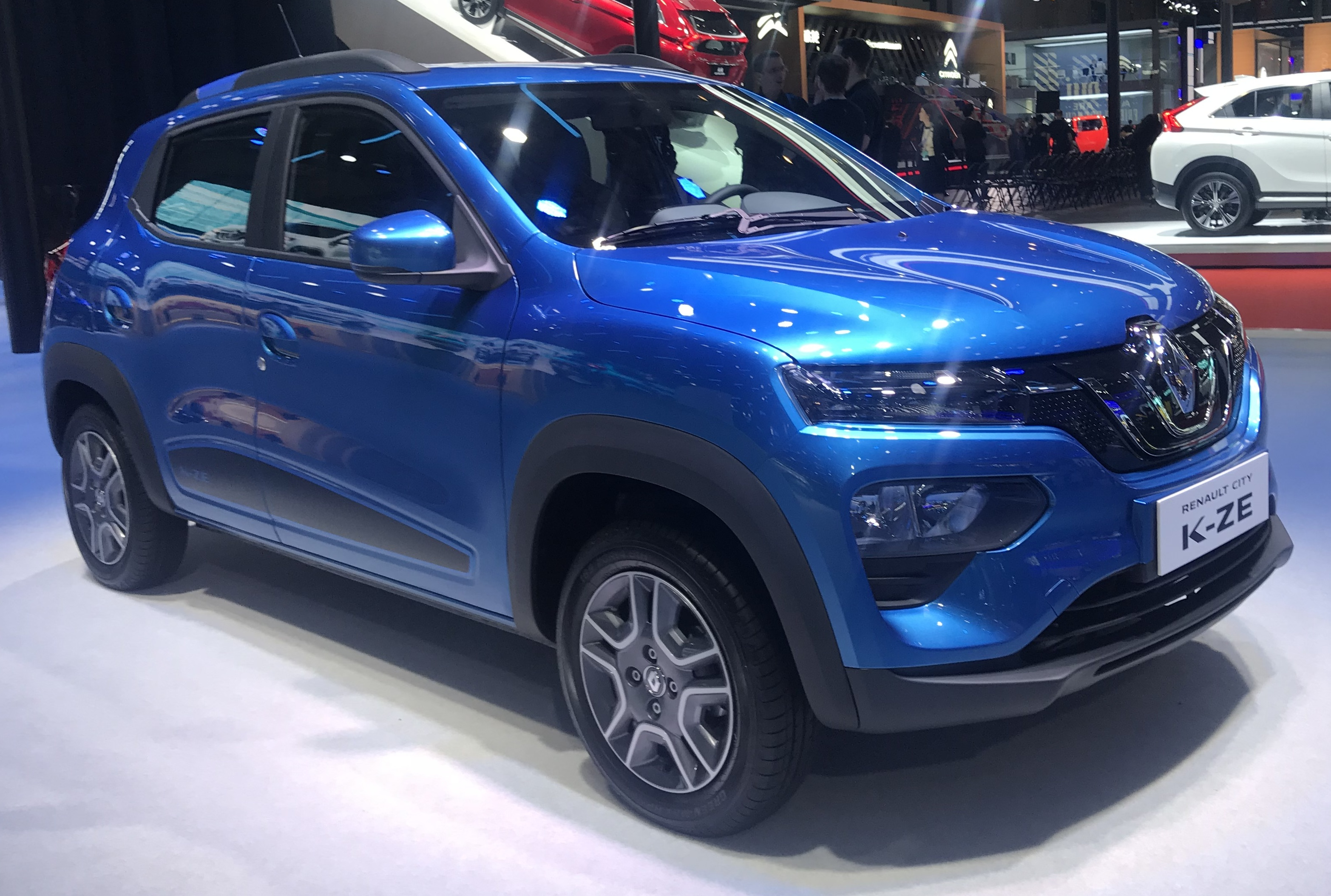
رينو كويد (2019) رؤية أمامية. النسخة الكهربائية

## النماذج الكهربائية

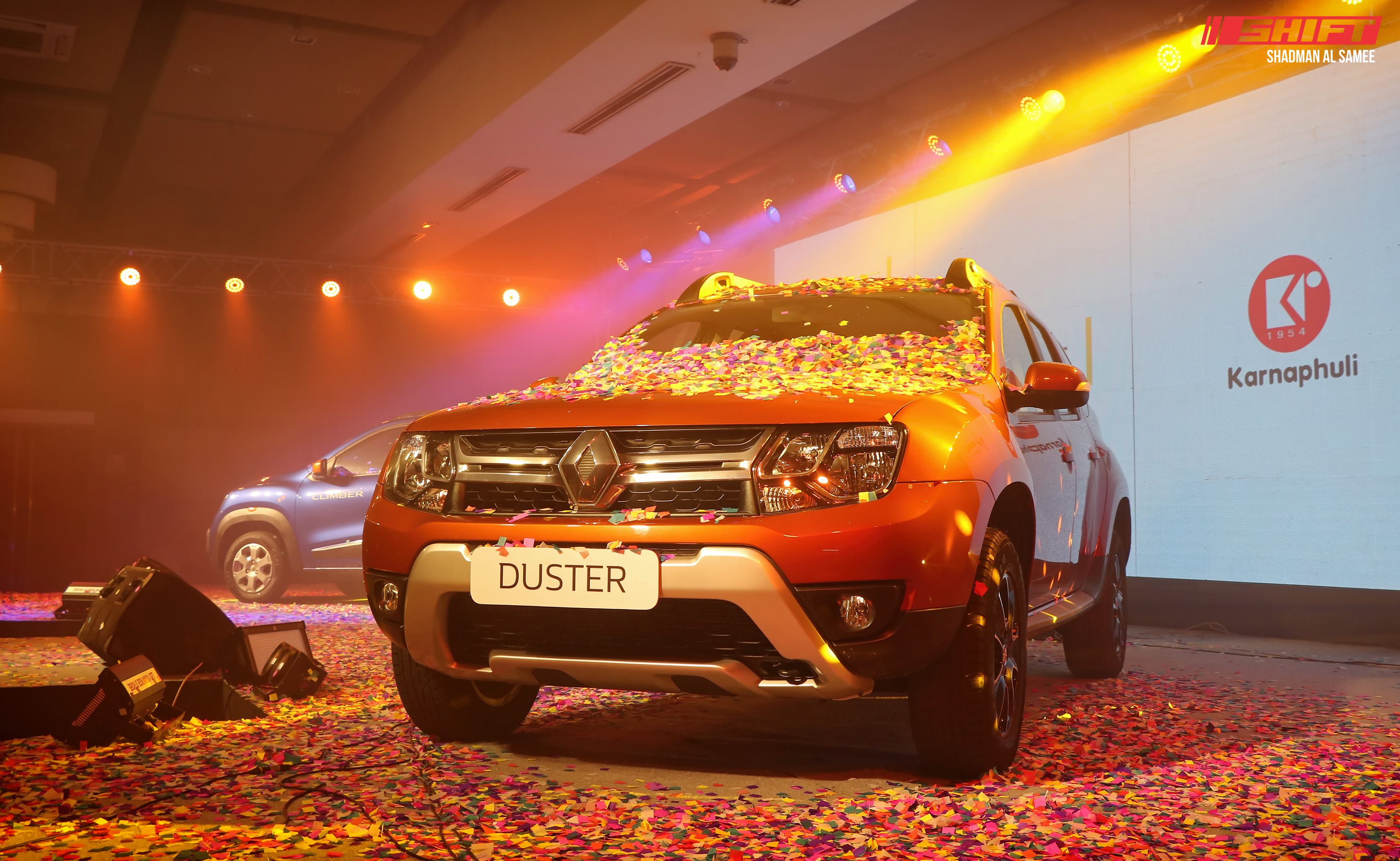
... يبدو أن هذه السيارة الكهربائية للمبتدئين (EV) مهيأة لأن تصبح "تسلا كيلر" الحقيقي ببساطة لأنها أرخص سيارة كهربائية في أي مكان. أرخص نسخة من سيارة رينو الصغيرة هذه تباع بسعر 8700 دولار فقط ، أو أرخص أربع مرات من أرخص سيارة تسلا.
قارن ذلك بأرخص طراز موديل تسلا 3 بسعر 38،990 دولاراً وسعر 29،990 دولاراً لـ نيسان ليف ... (والدولية بيزنس تايمز)

المقال الرئيسي: النماذج الكهربائية القائمة على كويد رينو سيتي كي-زد إي

### رينو سيتي كي-زد إي
تم عرض مفهوم رينو سيتي K-ZE في معرض باريس للسيارات 2018، وتم طرح نموذج الإنتاج النهائي للبيع قبل نهاية عام 2019. استناداً إلى رينو كويد، فإن رينو سيتي K-ZE هي نتيجة مشروع مشترك بين رينو - نيسان - ميتسوبيشي مع دونغفنغ، باستخدام نوع من منصة س.م.ف من رينو - نيسان المسمى CMF-A. إن K-ZE هي أصغر سيارة كهربائية من إنتاج رينو، وتأتي بدرجة اقل من رينو زو. الشحن السريع قادر على الحصول على 80٪ من ثابت في 50 دقيقة.
ظهرت رينو سيتي K-ZE لأول مرة في الصين في أبريل 2019. في المقدمة، تميزت رينو سيتي K-ZE بمصابيح أمامية مقسمة تتكون من مصابيح إل إي دي تعمل في النهار وأضواء تحول وأضواء تحديد المواقع في الجزء العلوي والشعاع الرئيسي في الجزء السفلي. كما تلقت أيضاً مصابيح خلفية مع أدلة إضاءة إل إي دي على شكل حرف سي.
يتم تصنيع السيارة في منشأة في، شيان، هوبي، مملوكة لشركة نيو إنرجي أوتوموتف، وهي مشروع مشترك بين رينو، نيسان ودونغفنغ.
بدأت المبيعات في الصين في عام 2019، ولا تُباع السيارة حالياً في الأسواق الأخرى. يتميز بسعره المنخفض، حيث يبدأ من أقل من 8700 دولار بعد الحوافز.

### التحديد
تستخدم السيارة بطارية ليثيوم أيون بقدرة 26.8 كيلو وات في الساعة ويتم تشغيلها بمحرك كهربائي مثبت في الأمام بقوة 44 حصان (33 كيلو واط) و125 نيوتن متر (92 رطل قدم) يقود العجلات الأمامية.
يستغرق الشحن السريع للتيار المستمر من 0٪ إلى 80٪ 50 دقيقة.
لم يتم تحديد نطاق وكالة حماية البيئة ويمكن تقديره بحوالي 100 ميل (160 كم)؛ يعتمد هذا على نطاق NEDC للسيارة ونسبة نطاق EPA إلى نطاق NEDC المتاح لسيارة مدينة أخرى. بينما تم تصنيف السيارة عند 168 ميلاً (271 كم) في الصين، يعتمد هذا على دورة NEDC، لم تعد مستخدمة في أوروبا لأنها تعطي نتائج غير دقيقة إلى حد كبير، خاصة بالنسبة للسيارات الكهربائية.
تشتمل المعدات الاختيارية على نظام معلومات وترفيه بشاشة تعمل باللمس مقاس 8 بوصات وكاميرا احتياطية وتكييف يدوي. يسمح تطبيق الهاتف الذكي بمراقبة حالة السيارة عن بُعد.

### التسعير والاستقبال
مع سعر يبدأ من 61.800 يوان (8650 دولاراً) بعد الحوافز، هذه السيارة الكهربائية رخيصة جداً بالمعايير الغربية.
تمثل السيارة فئة من سيارات المدينة الكهربائية ذات الميزانية المحدودة والتي تحظى بشعبية كبيرة في الصين، ولكنها غير موجودة عملياً في الغرب، من بين هؤلاء، ربما يكون أول شخص يحمل شارة علامة غربية. أسعار المركبات الكهربائية بشكل عام أقل بكثير في الصين منها في الولايات المتحدة أو أوروبا، وهي تظهر اتجاهاً هبوطياً بينما في الغرب تظهر اتجاهاً تصاعدياً: أظهر تقرير صادر عن ديناميكيات جاتو أن سعر السيارة الكهربائية بالكامل هو 1 دولار في عام 2011  سيكلف الآن 0.52 دولار في الصين، ولكن 1.42 دولار في أوروبا و1.55 دولار في الولايات المتحدة.
كما تم إطلاق السيارة في الصين في 10 سبتمبر 2019.
كتبت  إنترناشونال بزنس تايم أنه يبدو أنها ستصبح تسلا كيلر الحقيقي ببساطة بسبب سعرها المنخفض، بينما ذكرت خطأ أنها أرخص سيارة في العالم (حتى أن هناك سيارات كهربائية أرخص في الصين).

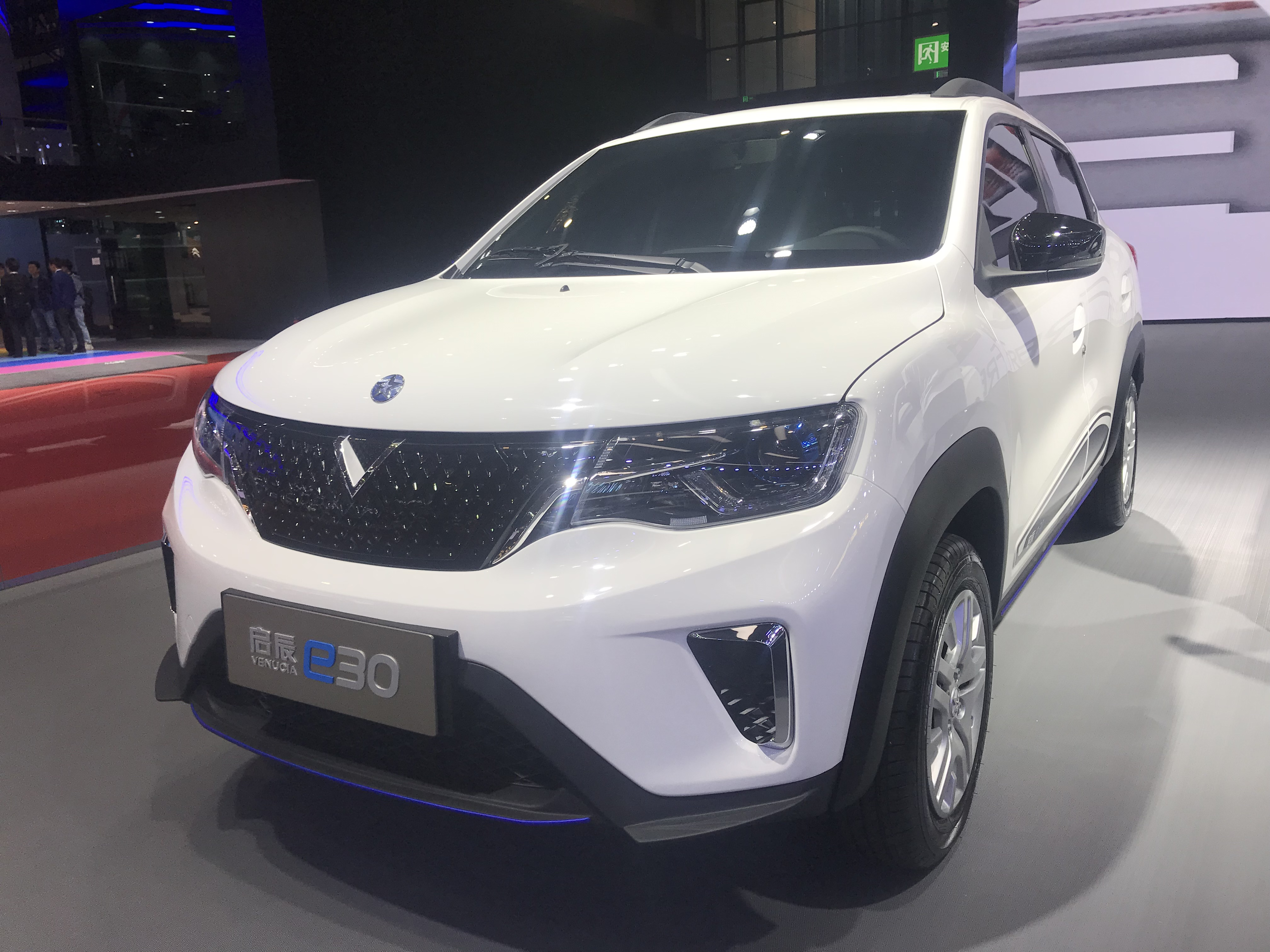
فينوسيا إي 30

### فينوسيا إي 30
إلى جانب نسخة الإنتاج من سيتي K-ZE عرضت دونغفنغ نيسان نسختها من كويد الكهربائية تحت العلامة التجارية فينوسيا في شكل e30. إن e30 هي في الأساس شارة مصممة هندسياً سيتي K-ZE، وتتشارك في نفس مجموعة نقل الحركة والتصميم الأساسيين. تم استخدام اسم e30 سابقاً على سيارة كهربائية أخرى مصممة بشارة تعتمد على الجيل الأول من نيسان ليف.

### داسيا سبرينج الكتريك
المقال الرئيسي: داسيا سبرينج الكتريك
في أكتوبر 2019، أشار جيل نورماند، رئيس قسم السيارات الكهربائية في رينو، إلى وجود نسخة لأوروبا قيد الإعداد.
في مارس 2020، تم تقديمه كمفهوم داسيا سبرينج الكتريك كمفهوم للسوق الأوروبية. كان من المخطط تقديمه في معرض جنيف للسيارات 2020 ولكن تم إلغاؤه بسبب جائحة كوفيد-19. سيتم إنتاجه بكميات كبيرة في عام 2021.
في 3 مارس 2020، أصدرت داسيا مزيداً من المعلومات قائلة إن داسيا سبرينج إلكتريك ستكون «أكثر السيارات الكهربائية بأسعار معقولة في أوروبا».
نظراً لأن سعر سكودا وفولكس فاجن وسيات يتراوح من حوالي 17000 يورو إلى 18000 يورو في بعض أجزاء أوروبا (مثل النرويج وإسبانيا)، تستهدف داسيا سبرينج الكتريك مكاناً أقل من نقطة السعر هذه. تم تصنيف النطاق WLTP أيضاً على أنه «أكثر من 200 كيلومتر» (أو أكثر من 124 ميلاً). قالت داسيا أيضاً إن سبرينغ الكترك ستطرح للبيع في عام 2021، حيث ذكرت بعض التقارير أوائل عام 2021.

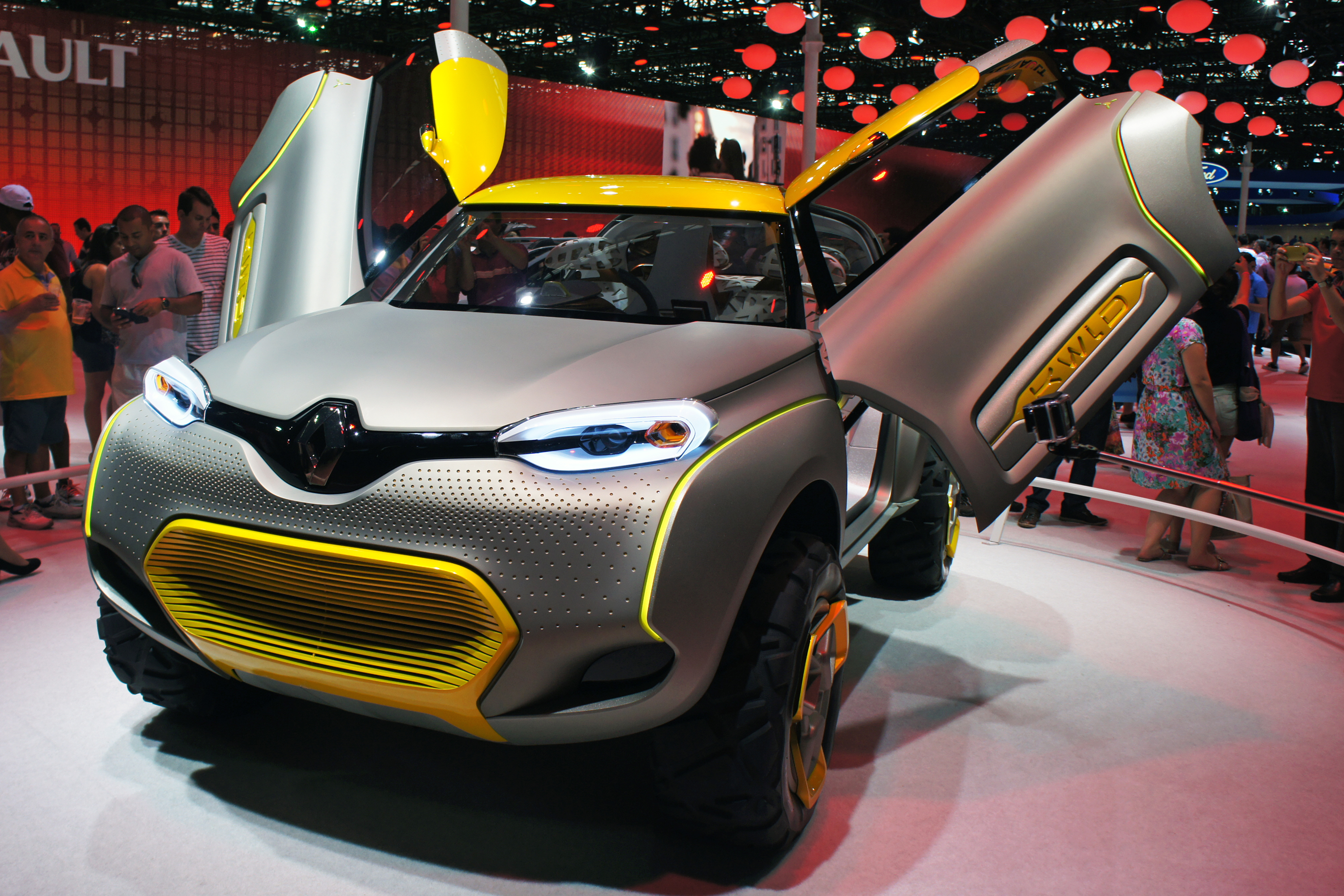
سيارة رينو كويد الاختبارية في معرض ساو باولو الدولي للسيارات 2014

## مفهوم كويد
تم الكشف عن سيارة رينو كويد الاختبارية في معرض السيارات لعام 2014 في الهند. يشتمل المفهوم الشبيه بسيارة الدفع الرباعي على كوادكوبتر مثبتة على السقف يتم التحكم فيها عن بعد (تسمى «رفيق الطيار») وأبواب فراشة وعجلات كبيرة من طراز R16. وفقاً لرينو، فإن المقصورة الداخلية «مستوحاة من العش» ولديها ترتيب 3 مقاعد أمامية ومقعدين خلفي.

## انتقادات حول السلامة
تعرضت هذه السيارة لانتقادات من قبل شركات السلامة المرورية حيث أثبتت تجارب أنها لا تعطي الحماية الكافية للراكبين وأن وسادتها الهوائية غير فعالة وتحتوي على وسادة واحدة وهذا وأعلنت الشركة المنتجة أنها ستزيد من تجهيزات السلامة للسيارة في الموديلات القادمة.

## المبيعات
في الهند وجنوب إفريقيا والبرازيل والأرجنتين، دخلت بانتظام في أفضل 10 سيارات مبيعاً في البلدان المعنية.
| سنة  | الهند  | جنوب أفريقيا | البرازيل | الأرجنتين | المكسيك | عالمي   |
| ---- | ------ | ------------ | -------- | --------- | ------- | ------- |
| 2015 | 17933  |              |          |           |         |         |
| 2016 | 105745 |              |          |           |         | 111,688 |
| 2017 | 92,440 | 8027         | 22576    | 430       |         | 124,807 |
| 2018 | 66,815 | 9,695        | 67320    | 22578     |         | 171088  |
| 2019 | 53438  | 11,848       | 85117    | 12,058    | 7196    | 183,989 |
| 2020 | 37927  | 6017         | 49476    |           | 9,709   |         |

## روابط خارجية
الموقع الرسمي